# Emanuelle Cristaldi
Emanuelle Cristaldi, pseudonimo di Sabrina Barsotti (Piombino, 8 aprile 1973), è un'ex attrice pornografica italiana.

## Biografia
Lasciato il liceo senza concludere il terzo anno, prende il diploma di dattilografa e si iscrive a 18 anni all'istituto per estetista, aprendo dopo un anno un centro estetico a Piombino. Ha i suoi primi rapporti sessuali a 19 anni e, incinta e ritenendosi non in condizione di tenere il bambino, abortisce. Pochi mesi dopo si sposa. Visitando un night club a Follonica ebbe l'idea di esibirsi anche lei sul palco, dando inizio ad un periodo della sua vita più trasgressivo con le esibizioni in vari locali.
Ha esordito nel cinema erotico-soft, prendendo parte al Paprika di Tinto Brass, e nel 1992 è passata al cinema e agli spettacoli hardcore.
È testimonial e responsabile dal 2006 della sezione di Piombino dell'associazione per la salvaguardia degli animali AIDAA. È inoltre vegetariana e sportiva, praticando nuoto. In discoteca si esibisce come dj sotto lo pseudonimo di Shangai69.

## Filmografia
- Animalità (1992)
- Desiderando Moana (1992)
- Euroflesh 3 - Whores On Fire (1992)
- Visioni Orgasmiche (1992)
- Bella di notte (1994)
- Euroflesh - Inside The Volcano (1994)
- Godfather's Daughter (1994)
- La Clinica delle Ispezioni Anali (1994)
- Quella figona di... Simona (1995)
- Simona - Turbamento di un minorenne (1995)
- Buda (1997)
- Private Gold 23 - The Fugitive 2 (1997)
- Assman (1998)
- Euro Angels 4 (1998)
- Private Gold 28 - Tatiana 3 (1998)
- Euroflesh 3 - Whores On Fire (2000)
- Rocco's Cocktales 3 (2000)
- Rocco's Cocktales 6 - Sex Animals (2000)
- Rocco's Cocktales 7 - Working Girls (2000)
- Donna dei sogni (2003)
- Euroflesh 9 - Double Hole (?)

### Softcore
- Paprika (1991), regia di Tinto Brass